# Stefan à Wengen
Stefan à Wengen (geboren am 12. August 1964 in Basel) ist ein Schweizer Maler und Zeichner.

## Leben und Werk
Als Jugendlicher fand Stefan à Wengen durch systematische Recherchen heraus, dass er in direkter Linie von der Basler Malerfamilie à Wengen abstammt, die bis in die Mitte des 16. Jahrhunderts zurückreicht.
Von 1981 bis 1986 besuchte er die Kunst- und Allgemeine Gewerbeschule Basel. Nach Abschluss der Ausbildung gewann er mit seinen damaligen abstrakten Gemälden 1987 und 1988 je ein Stipendium der Kiefer-Hablitzel-Stiftung und zog 1988 auf Einladung von John Armleder für zwei Jahre in dessen Atelier nach New York (U.S.A).
1989 und 2000 erhielt er jeweils den Eidgenössischen Preis für freie Kunst für seine mittlerweile gegenständliche Malerei. 1991 übersiedelte er nach Köln, seit 1999 lebt und arbeitet er in Düsseldorf.
In der Schweiz bleibt à Wengen mittels zahlreicher Einzel- und Gruppenausstellungen präsent, etwa der Werkschau The Mission 2010 im Kunstmuseum Luzern. Auch in Deutschland stellt er regelmäßig aus, ebenso in den Niederlanden, Tschechien, in Spanien, Israel und den U.S.A. Außerdem ist er als Mitbegründer des Projektraumes Spam-Contemporary in Düsseldorf auch als Kurator und Vermittler aktiv.
Während seiner Ausbildungszeit in den 1980er Jahren begeisterte sich Stefan à Wengen nicht für die damals dominierende expressiv-figurative Malerei, sondern für die rationalere „Neue Geometrie“. Von der Abstraktion löste er sich durch das Sammeln und Zeichnen von Erdkugel-Logos; diese fügte er später unter dem Eindruck der Lektüre von Georges Batailles Das obszöne Werk. Die Geschichte des Auges in die Augenhöhlen von Totenschädeln ein.

## Ausstellungen
- 2024 – The Power of Love, Museum Ratingen
- 2024 – Nature Morte, Die KWS Sammlung zu Gast, Franz Gertsch Museum, Burgdorf, CH
- 2023 – Relics, Bernhard Knaus Fine Art, Frankfurt am Main, D[1]
- 2020 – Le Singe Peintre, Bernhard Knaus Fine Art, Frankfurt[2]
- 2019 – Friends, etc. La collection Pierre Keller; Musée Jenisch, Vevey
- 2018 – Karneval der Tiere – aus der Kunstsammlung des Kunstmuseums; Kunstmuseum Luzern, Luzern[3] (Cat.)
- 2018 – Möglichkeiten von Malerei; Märkisches Museum, Witten
- 2018 – Löwensafari; Kunsthalle Luzern, Luzern[4]
- 2017 – Stefan à Wengen – Original Gurus und andere Werke; Kunsthalle Viersen
- 2016 – Hinter dem Vorhang – Verhüllung und Enthüllung seit der Renaissance; Museum Kunstpalast, Düsseldorf[5]
- 2016 – Stefan à Wengen – No Man´s Land; Bernhard Knaus Fine Art, Frankfurt am Main[6]
- 2010 – Stefan à Wengen – The Mission; Kunstmuseum Luzern
- 2010 – Portrait de l’artiste en motocycliste; Musée des beaux Arts, La Chaux-de-Fonds
- 2007 – Die Kunst zu sammeln; Museum Kunstpalast, Düsseldorf
- 2007 – Kava Kava – Facetten der Angst; Kunstmuseum Mülheim an der Ruhr
- 2003 – fink forward; Kunsthaus Glarus
- 2003 – Der Mondopunkt; Künstlerhaus Bethanien, Berlin
- 2001 – Ex(o)DUS; Haifa Museum of Art, Haifa

## Auszeichnungen
- 1987 und 1988 – Kiefer-Hablitzel-Preis
- 1989 und 2000 – Eidgenössischer Preis für freie Kunst